# Луций Валерий Флакк (консул-суффект 86 года до н. э.)
Лу́ций Вале́рий Флакк (лат. Lucius Valerius Flaccus; убит в 85 году до н. э.) — древнеримский военачальник и политический деятель, консул-суффект, избранный на место умершего Гая Мария в 86 году до н. э. Участвовал в Первой Митридатовой войне и погиб в результате солдатского мятежа.

## Биография

### Происхождение
Луций Валерий принадлежал к одному из самых знатных патрицианских родов Рима. Легендарный прародитель Валериев был сабинянином и переселился в Рим вместе с соправителем Ромула Титом Тацием. Его потомок Публий Валерий Публикола стал одним из основателей Римской республики и консулом в первый год её существования, и в дальнейшем Валерии регулярно появлялись в Капитолийских фастах.
Носители когномена Флакк (Flaccus) были с середины III по середину I вв. до н. э. наиболее могущественной ветвью Валериев (наряду с Мессалами). Они достигали консульства в каждом из шести поколений. Отец и дед Луция Валерия носили преномены Гай и Луций соответственно. О Гае ничего не известно, а Луций-старший — это консул 152 года до н. э., отец которого был консулом 195 года и коллегой Марка Порция Катона по консулату и цензуре. Старшим братом консула-суффекта 86 года до н. э. был Гай Валерий Флакк, занимавший консульскую должность в 93 году, а двоюродным братом — ещё один Луций Валерий Флакк, консул 100 года и принцепс сената.

### Карьера
Первое упоминание о Луции Валерии относится ко времени его эдилитета, когда его привлёк к суду народный трибун Гай Аппулей Дециан. Трибунат последнего начался 10 декабря 99 года до н. э.; исследователи предполагают, что обвинение было выдвинуто вскоре после его вступления в должность, так что курульным эдилом Флакк был скорее всего в 99 году. В этом случае он был избран во время консулата своего двоюродного брата (100 год до н. э.) и, по-видимому, с нарушениями, которые и дали Гаю Аппулею основания, чтобы обратиться в суд. Источники не сообщают, чем закончился процесс, но, судя по тому, что карьера Луция Валерия получила успешное продолжение, приговор был оправдательным.
Претура Флакка предположительно датируется 93 годом до н. э. В одной из речей Марка Туллия Цицерона сообщается, что некоему Скавру во время его квестуры запретили привлечь к суду его непосредственного начальника Флакка. Исследователи предполагают, что речь идёт именно о Луции Валерии, который мог быть пропретором Азии. Именно ко времени этого наместничества может относиться сбор азиатскими общинами денег на устройство игр в честь Флакка. Деньги эти были собраны в городе Траллы, и впоследствии ими завладел сын наместника.
Не позже середины 87 года до н. э. Луций Валерий примкнул к марианской партии, которая в это время вела гражданскую войну против сулланцев. Он участвовал во взятии Остии. В январе 86 года до н. э., когда Гай Марий умер в самом начале своего седьмого консулата, его коллега Луций Корнелий Цинна назначил Флакка консулом-суффектом. Во время консулата Луций Валерий постарался смягчить долговой кризис: он принял закон, согласно которому внесение всего четверти суммы, причём не серебром, а медной монетой, закрывало долг полностью. Саллюстий отзывается об этом законе с одобрением, а Гай Веллей Патеркул называет его «позорнейшим». В любом случае закон Луция Валерия помог решить острую проблему.

### Восточный поход и гибель
Враг марианцев Луций Корнелий Сулла с 87 года до н. э. вёл на Балканах войну против Митридата Понтийского. В 86 году Цинна направил в этот регион Флакка с двумя легионами. Цель этого похода точно неизвестна: Плутарх и Аппиан пишут, что формальной задачей Луция Валерия была война с Митридатом, а реальной — война с Суллой (но исследователи полагают, что для этого у Флакка было слишком мало войск). Согласно Мемнону Гераклейскому, Луций Валерий должен был действовать совместно с Суллой, если бы тот признал власть римского сената. Наконец, в историографии высказывалось предположение, что Флакк согласно изначальному плану должен был двинуться в Азию, чтобы нанести Митридату решающий удар, пока Сулла занят в Греции.
Начало похода было крайне неудачным: во время переправы из Брундизия римский флот понёс серьёзные потери во время бури и в бою с эскадрой Митридата, а вскоре после высадки передовой отряд перешёл на сторону Суллы. Последний двинул навстречу Флакку свои основные силы, и две армии встретились в Фессалии, у города Мелитея. Простояв некоторое время друг напротив друга, они разошлись в разные стороны: Луций Валерий на север, в Македонию, Луций Корнелий — на юг, в Беотию. Причины этого точно неизвестны. Два полководца могли заключить соглашение о совместных действиях против понтийцев, а могли просто отложить гражданскую войну до более удобного момента. К тому же у Флакка были основания бояться, что его солдаты перейдут на сторону Суллы.
Луций Валерий прошёл через всю Македонию до Византия, переправился через Босфор и занял Халкедон. Но ещё в Византии у него начались серьёзные проблемы с одним из подчинённых — Гаем Флавием Фимбрией. Этот человек отличался буйным нравом, дерзостью и жестокостью; он поссорился с квестором Флакка, и когда командующий вынес решение не в его пользу, затаил обиду. Дождавшись переправы Луция Валерия в Халкедон, Фимбрия заявил, что Флакк утаивает от солдат часть добычи, и взбунтовал ту часть войска, которая осталась в Византии. Флакк вернулся на европейский берег пролива, но подавить мятеж не смог. Ему пришлось бежать сначала в Халкедон, а потом в Никомедию. Там он спрятался в колодце, но сторонники Фимбрии вытащили его и убили. Отрубленную голову Луция Валерия бросили в море, а тело осталось без погребения.

## Потомки
У Луция Валерия был сын того же имени, занимавший должность претора в 63 году до н. э..